# Nathanaël Mbuku
Pour les articles homonymes, voir Mbuku.
Nathanaël Mbuku, né le 16 mars 2002 à Villeneuve-Saint-Georges (Val-de-Marne), est un footballeur international congolais qui évolue au poste d'attaquant au Montpellier Hérault Sport Club, en prêt du FC Augsbourg.

## Biographie

### Jeunesse
Nathanael Mbuku est né le 16 mars 2002 à Villeneuve-Saint-Georges. Il joue dans plusieurs clubs franciliens dont l'U.S Ris-Orangis, notamment avant de rejoindre le Stade de Reims à l'été 2017. Il y signe, à l'âge de 16 ans, un premier contrat professionnel de trois ans le 23 novembre 2018

### En club
Nathanaël Mbuku fait ses débuts professionnels avec Reims contre l'Olympique de Marseille en Ligue 1, le 10 août 2019,. Il entre en jeu à la place de Tristan Dingomé à la 73e minute du match (victoire 0-2 au stade Vélodrome). En octobre 2020, il inscrit son premier but dans le championnat de France à la suite d'un retourné acrobatique au stade de la Mosson face à Montpellier HSC (victoire 0-4).

#### AS Saint-Étienne
Lors de la deuxième partie de saison 2023-2024, en manque de temps de jeu à Aubsbourg, il est prêté à l'AS Saint-Étienne. Le plus souvent remplaçant d'Irvin Cardona sur l'aile droite, il parvient tout de même à se distinguer en inscrivant le deuxième but stéphanois en demi-finale du barrage d'accession à la Ligue 1 face à Rodez, puis en délivrant la passe décisive à Ibrahima Wadji au bout des prolongations contre Metz, ce qui permet aux verts de remonter dans l'élite après deux saisons en Ligue 2.

#### Montpellier HSC
Le 8 Juillet 2025, Nathanaël Mbuku est prêté avec option d’achat au MHSC par le club allemand de Augsburg.

### En sélection
Avec les moins de 17 ans, il participe au championnat d'Europe des moins de 17 ans en 2019. Lors de cette compétition organisée en Irlande, il joue cinq matchs. Il se met en évidence en inscrivant un but contre les Pays-Bas en phase de poule, puis en délivrant une passe décisive contre l'Italie en demi-finale (défaite 1-2).
Il participe ensuite quelques mois plus tard à la Coupe du monde des moins de 17 ans organisée au Brésil. Lors du mondial junior, il joue cinq matchs. Il se met en évidence en inscrivant un triplé en huitièmes contre l'Australie. Puis, lors du quart de finale face à l'Espagne, il brille de nouveau en inscrivant un but et en délivrant une passe décisive. En demi-finale, il inscrit encore un but face au Brésil. L'équipe de France remporte finalement la médaille de bronze en battant les Pays-Bas lors de la « petite finale », le 17 novembre 2019. À titre personnel, Mbuku se voit décerner le Soulier d'argent Adidas du deuxième meilleur buteur de la compétition.
Le 2 juillet 2021, il est retenu dans la liste des vingt-un joueurs Français sélectionnés par Sylvain Ripoll pour disputer les Jeux olympiques d'été de 2020 qui se déroulent à l'été 2021 au Japon. Il joue son premier match en équipe de France olympique le 16 juillet, remplaçant Arnaud Nordin à la 69e minute d'un match amical contre la Corée du Sud dans lequel il inscrit le but de la victoire en toute fin de match (victoire 2-1).

## Statistiques
| Saison                | Club                    | Championnat           | Championnat | Championnat | Coupe nationale | Coupe nationale | Coupe de la Ligue | Coupe de la Ligue | Play-offs | Play-offs | Total | Total |
| Saison                | Club                    | Division              | M.          | B.          | M.              | B.              | M.                | B.                | M.        | B.        | M.    | B.    |
| 2019-2020             | Stade de Reims          | Ligue 1               | 11          | 0           | -               | -               | 2                 | 0                 | -         | -         | 13    | 0     |
| 2020-2021             | Stade de Reims          | Ligue 1               | 32          | 4           | 1               | 0               | -                 | -                 | -         | -         | 33    | 4     |
| 2021-2022             | Stade de Reims          | Ligue 1               | 31          | 2           | 2               | 0               | -                 | -                 | -         | -         | 33    | 2     |
| 2022-2023             | Stade de Reims          | Ligue 1               | 6           | 0           | -               | -               | -                 | -                 | -         | -         | 6     | 0     |
| Sous-total            | Sous-total              | Sous-total            | 80          | 6           | 3               | 0               | 2                 | 0                 | -         | -         | 85    | 6     |
| 2023                  | FC Augsbourg            | Bundesliga            | 2           | 0           | -               | -               | -                 | -                 | -         | -         | 2     | 0     |
| 2023-2024             | FC Augsbourg            | Bundesliga            | 1           | 0           | -               | -               | -                 | -                 | -         | -         | 1     | 0     |
| Sous-total            | Sous-total              | Sous-total            | 3           | 0           | 0               | 0               | 0                 | 0                 | -         | -         | 3     | 0     |
| 2023-2024             | AS Saint-Étienne (prêt) | Ligue 2               | 18          | 3           | -               | -               | -                 | -                 | 3         | 1         | 21    | 4     |
| Sous-total            | Sous-total              | Sous-total            | 18          | 3           | -               | -               | -                 | -                 | 3         | 1         | 21    | 4     |
| Total sur la carrière | Total sur la carrière   | Total sur la carrière | 101         | 9           | 3               | 0               | 2                 | 0                 | 3         | 1         | 109   | 10    |

## Palmarès
sélection des moins de 17 ans
- Troisième place à la Coupe du monde des moins de 17 ans en 2019